# Discografie van Idaly
Hieronder volgt de discografie van de Nederlandse artiest Idaly, met name zijn albums en zijn nummers met een notering in een hitlijst. 

## Albums
| Album                    | Verschijnen       | Label                         | Hitlijsten | Hitlijsten | Hitlijsten | Hitlijsten | Opmerkingen                     |
| Album                    | Verschijnen       | Label                         | BE (VL)    | BE (VL)    | NL         | NL         | Opmerkingen                     |
| Album                    | Verschijnen       | Label                         | Piek       | Weken      | Piek       | Weken      | Opmerkingen                     |
| ------------------------ | ----------------- | ----------------------------- | ---------- | ---------- | ---------- | ---------- | ------------------------------- |
| Eindelijk                | 2 september 2016  | Top Notch                     | —          | —          | 83         | 1          | Studioalbum                     |
| Idaly                    | 26 april 2019     | Top Notch                     | 178        | 1          | 5          | 22         | Studioalbum / Goud in Nederland |
| Jungle                   | 3 januari 2020    | Top Notch                     | 180        | 1          | 6          | 7          | Studioalbum                     |
| Idalias (met Sevn Alias) | 22 april 2020     | 1OAK Entertainment, Top Notch | 23         | 3          | 7          | 8          | Studioalbum                     |
| Eerlijk                  | 6 november 2020   | Top Notch                     | 36         | 3          | 8          | 6          | Studioalbum                     |
| Betty                    | 27 januari 2023   | 1087, Top Notch               | 62         | 3          | 1 (1 wk)   | 20         | Studioalbum / Goud in Nederland |
| Nachten als dit          | 29 september 2023 | 1087, Top Notch               | —          | —          | 45         | 1          | Studioalbum                     |

## Nummers met een notering in een hitlijst
| Lied                                                                     | Verschijnen       | Album                                 | Hitlijsten | Hitlijsten | Hitlijsten  | Hitlijsten  | Hitlijsten   | Hitlijsten   | Opmerkingen                |
| Lied                                                                     | Verschijnen       | Album                                 | BE (VL)    | BE (VL)    | NL (Top 40) | NL (Top 40) | NL (Top 100) | NL (Top 100) | Opmerkingen                |
| Lied                                                                     | Verschijnen       | Album                                 | Piek       | Weken      | Piek        | Weken       | Piek         | Weken        | Opmerkingen                |
| ------------------------------------------------------------------------ | ----------------- | ------------------------------------- | ---------- | ---------- | ----------- | ----------- | ------------ | ------------ | -------------------------- |
| No go zone (met Jandro, Lil' Kleine, Bokoesam, Def Major en Ronnie Flex) | 7 april 2015      | New wave (van New Wave)               | —          | —          | —           | —           | 38           | 28           | Platina in Nederland       |
| Hoog / laag (met Ronnie Flex, Lil' Kleine, Bokoesam en Jonna Fraser)     | 7 april 2015      | New wave (van New Wave)               | —          | —          | —           | —           | 67           | 9            | Platina in Nederland       |
| Ik zag je staan (met Jonna Fraser en Ronnie Flex)                        | 30 oktober 2015   | Alle tijd (van Jonna Fraser)          | —          | —          | —           | —           | 82           | 5            | Goud in Nederland          |
| Jij & ik (met Bokoesam)                                                  | 19 februari 2016  | Een beetje voor jezelf (van Bokoesam) | —          | —          | tip1        | —           | 49           | 10           | Platina in Nederland       |
| Balmain (met JoeyAK en Boef)                                             | 7 januari 2018    | Luitenant (van JoeyAK)                | —          | —          | —           | —           | 47           | 4            |                            |
| Half 8 (met Esko en Ronnie Flex)                                         | 20 april 2018     | Beats by Esko (van Esko)              | —          | —          | —           | —           | 59           | 1            |                            |
| Nog steeds (met LouiVos en 3robi)                                        | 6 juni 2018       | Exotische wapens (van LouiVos)        | tip        | —          | —           | —           | 20           | 6            | Goud in Nederland          |
| Bende (met Spanker, Latifah en Cho)                                      | 8 juni 2018       | Ontbijten met champagne (van Spanker) | —          | —          | —           | —           | 94           | 2            |                            |
| Wine Slow                                                                | 21 juni 2018      | —                                     | —          | —          | —           | —           | 89           | 2            |                            |
| Wine Slow (remix) (met Ronnie Flex, Famke Louise en Bizzey)              | 13 juli 2019      | Idaly                                 | tip        | —          | tip2        | —           | 3            | 35           | Platina in Nederland       |
| Lil mama (met Josylvio)                                                  | 24 augustus 2018  | Idaly                                 | —          | —          | tip2        | —           | 10           | 12           | Goud in Nederland          |
| Ass (met Mula B en Bizzey)                                               | 7 september 2018  | Andere leven                          | —          | —          | —           | —           | 74           | 1            |                            |
| I want you (met Jonna Fraser en Yade Lauren)                             | 26 oktober 2018   | Lion (van Jonna Fraser)               | —          | —          | —           | —           | 32           | 4            |                            |
| Louboutin (met Frenna, Jonna Fraser en Emms)                             | 23 november 2018  | Francis (van Frenna)                  | tip19      | —          | 16          | 7           | 2            | 23           | Dubbelplatina in Nederland |
| Fallin' (met SFB en Ronnie Flex)                                         | 21 december 2018  | Idaly                                 | —          | —          | tip1        | —           | 15           | 16           | Platina in Nederland       |
| Paris (met Frenna, Chivv en Bollebof)                                    | 7 februari 2019   | Francis (van Frenna)                  | —          | —          | —           | —           | 10           | 5            |                            |
| On the road                                                              | 1 maart 2019      | Idaly                                 | —          | —          | —           | —           | 78           | 1            |                            |
| Birthday (met Emms)                                                      | 22 maart 2019     | Idaly                                 | —          | —          | tip11       | —           | 18           | 8            | Goud in Nederland          |
| Alleen jou (met Famke Louise)                                            | 19 april 2019     | Idaly                                 | —          | —          | —           | —           | 55           | 3            |                            |
| Bij mij (met Kevin)                                                      | 3 mei 2019        | Vrij (van Kevin)                      | —          | —          | —           | —           | 63           | 1            |                            |
| IJs (met Murda en Sevn Alias)                                            | 9 mei 2019        | Baba (van Murda)                      | —          | —          | —           | —           | 48           | 3            |                            |
| Zag je staan (met Cho)                                                   | 13 juni 2019      | Since '93 (van Cho)                   | —          | —          | —           | —           | 72           | 1            |                            |
| Laat je niet gaan (met Bizzey)                                           | 16 augustus 2019  | —                                     | —          | —          | —           | —           | 62           | 2            |                            |
| Geboren flex (met Josylvio)                                              | 4 oktober 2019    | Gimma (van Josylvio)                  | —          | —          | —           | —           | 29           | 6            |                            |
| Comfort zone (met Jonna Fraser en Emms)                                  | 29 november 2019  | —                                     | —          | —          | —           | —           | 61           | 1            |                            |
| Hyena's (met Kevin en Hef)                                               | 2 januari 2020    | Jungle                                | tip        | —          | tip14       | —           | 22           | 5            | Goud in Nederland          |
| Lit (met Sevn Alias)                                                     | 28 februari 2020  | Idalias                               | —          | —          | —           | —           | 97           | 1            |                            |
| In de kou (met Hef)                                                      | 7 augustus 2020   | Eerlijk                               | —          | —          | —           | —           | 52           | 2            |                            |
| Ik kom je halen (met Kevin en Josylvio)                                  | 4 september 2020  | Animal stories (van Kevin)            | tip23      | —          | —           | —           | 6            | 25           | Platina in Nederland       |
| Staande                                                                  | 4 september 2020  | Eerlijk                               | —          | —          | —           | —           | 79           | 1            |                            |
| Family (met Kevin)                                                       | 9 oktober 2020    | Eerlijk                               | —          | —          | —           | —           | 97           | 2            |                            |
| 1995 (met Adje en DB Djan)                                               | 5 november 2020   | Eerlijk                               | —          | —          | —           | —           | 76           | 1            |                            |
| Voodoo (met Ronnie Flex)                                                 | 5 november 2020   | Eerlijk                               | —          | —          | —           | —           | 98           | 1            |                            |
| Bagage (met Hef en Kevin)                                                | 17 december 2020  | Rook (van Hef)                        | tip        | —          | tip14       | —           | 32           | 5            |                            |
| Thuis kom (met Cor)                                                      | 29 januari 2021   | Weg van hier (van Cor)                | —          | —          | —           | —           | 63           | 1            |                            |
| Eigenaar (met Spanker, Frenna, Murda, Kevin en Hef)                      | 16 april 2021     | —                                     | —          | —          | —           | —           | 40           | 3            |                            |
| Praat met mij (met Kevin en Yade Lauren)                                 | 9 juli 2021       | Grote versnelling (van Kevin)         | —          | —          | tip3        | —           | 10           | 18           | Goud in Nederland          |
| Alles wat ik wil (met Cor, Reverse en Ronnie Flex)                       | 23 juli 2021      | Beloofd (van Cor en Reverse)          | —          | —          | —           | —           | 94           | 1            |                            |
| Ik heb je (met Henkie T en Yssi SB)                                      | 1 oktober 2021    | Betty                                 | —          | —          | —           | —           | 38           | 4            | Goud in Nederland          |
| Oase (met $hirak, KA en Willem)                                          | 4 november 2021   | Talou (van $hirak)                    | —          | —          | —           | —           | 40           | 5            | Goud in Nederland          |
| Betalen voor dit (met Rotjoch, Kevin, Frenna en Dopebwoy)                | 4 maart 2022      | Float (van Rotjoch)                   | —          | —          | —           | —           | 44           | 2            |                            |
| Amazin' (met Emms)                                                       | 13 mei 2022       | Betty                                 | —          | —          | tip2        | —           | 3            | 53           | Platina in Nederland       |
| Destiny (met Adje)                                                       | 30 september 2022 | Parels van Amsterdam (ep)             | —          | —          | —           | —           | 52           | 2            |                            |
| Stars                                                                    | 11 november 2022  | Betty                                 | —          | —          | —           | —           | 53           | 8            |                            |
| Hypnose                                                                  | 13 januari 2023   | Betty                                 | —          | —          | —           | —           | 34           | 3            |                            |
| Jij weet (met Kevin)                                                     | 27 januari 2023   | Betty                                 | —          | —          | —           | —           | 53           | 3            |                            |
| Cardio                                                                   | 4 augustus 2023   | Nachten als dit                       | —          | —          | —           | —           | 77           | 3            |                            |
| Niet genoeg (met Cho)                                                    | 27 oktober 2023   | Knock knock 4 (van Cho)               | —          | —          | tip10       | —           | 32           | 12           |                            |
| Body (met JoeyAK, Spanker en Cho)                                        | 13 september 2024 | —                                     | —          | —          | —           | —           | 60           | 1            |                            |
| Waar ben jij? (met Frenna)                                               | 1 november 2024   | —                                     | —          | —          | —           | —           | 71           | 1            |                            |
| SOS (met Kevin)                                                          | 6 december 2024   | —                                     | —          | —          | tip2        | —           | 11           | 20           |                            |
| Nu meteen (Slide) (met KM)                                               | 17 januari 2025   | —                                     | —          | —          | tip18       | —           | 28           | 4            |                            |
| Voorzichtig (met Zoë Tauran)                                             | 14 februari 2025  | —                                     | —          | —          | tip2        | —           | 25           | 14           |                            |
| Single (met Milolaathetlukken)                                           | 2 mei 2025        | —                                     | —          | —          | tip1        | —           | 4            | 15*          |                            |
| Hoe het is (met Roxy Dekker en Ronnie Flex)                              | 17 juli 2025      | —                                     | —          | —          | 4           | 4*          | 2            | 4*           |                            |